# Ømni
Ømni es el noveno álbum de estudio de la banda de power metal brasileña Angra, lanzado mundialmente el 16 de febrero de 2018 por Shinigami. 
Después del lanzamiento del disco se realizó una gira mundial en soporte del mismo. Marcelo Barbosa reemplazó a Kiko Loureiro, guitarrista que hasta la fecha había participado en la grabación de todos los álbumes de Angra (y en este siguió realizando una colaboración).

## Lista de canciones
1. "Light of Transcendence" - 4:36
2. "Travelers of Time" - 4:27
3. "Black Widow's Web" - 5:49
4. "Insania"- 5:31
5. "The Bottom of My Soul" - 4:19
6. "War Horns" - 4:43
7. "Caveman" - 5:53
8. "Magic Mirror" - 6:58
9. "Always More" - 4:43
10. "Ømni - Silence Inside" - 8:31
11. "Ømni - Infinite Nothing" - 5:14

## Créditos
- Fabio Lione -  voz.
- Rafael Bittencourt - guitarra, voces.
- Marcelo Barbosa - guitarra.
- Felipe Andreoli - bajo.
- Bruno Valverde - batería.

Colaboraciones:
- Kiko Loureiro (ex-Angra, ex-Megadeth) - solo de guitarra en "War Horns".
- Alissa White-Gluz (Arch Enemy) - voz en "Black Widow's Web".
- Sandy - voz en "Black Widow's Web".